# Грабнер, Леопольд
Леопольд Грабнер (нем. Leopold Grabner, 1802—1864) — австрийский лесовод.
Леопольд Грабнер родился 21 июля 1802 года в городке Брайтенфурт-бай-Вин. По окончании специального образования в Мариабрунском лесном институте, пробыв два года ассистентом в нем и посвятив четыре года практическому лесоводству, занял в том же институте (1833 год) кафедру естественных, а потом (1837 год) лесных наук.
С 1847 года до самой кончины 4 ноября 1864 года заведовал обширными лесами князя Лихтенштейна.
С 1851 по 1853 год редактировал журнал «Oesterreichische Vierteljahresschrift für das Forstwesen».
Среди его многочисленных трудов следует отметить: «Anfangsgründe der Naturkunde für den Forstmann» (1838, 2 ч.) и «Grundzüge der Forstwirthschaftslehre» (I т. 1841, II — 1856; 3 изд. 1886 год).